# Pericos & Friends
Pericos and Friends es el undécimo álbum de estudio de Los Pericos, la banda argentina de reggae y ska liderada por Juanchi Baleirón, lanzado al mercado el 12 de noviembre de 2010. En él participaron más de cincuenta músicos de reggae, tales como The Skatalites, Gregory Isaacs y Ali Campbell, entre otros. Fue grabado en 9 países diferentes y publicado simultáneamente en España, Francia, Dubái, Estados Unidos, Australia, Japón, Canadá, México, Inglaterra, Suiza, Italia, Brasil, Suecia, Chile, Colombia, Uruguay y Venezuela.
A pesar de la crisis que la industria discográfica atravesaba en Argentina y otros países, Pericos and friends superó en cinco meses las cincuenta mil copias vendidas, por lo que fueron reconocidos con el disco de oro.

## Lista de temas
| Nº  | Canción                                   | Invitado                                    | Duración |
| --- | ----------------------------------------- | ------------------------------------------- | -------- |
| 1.  | «Mucha experiencia»                       | Gregory Isaacs                              | 3:56     |
| 2.  | «Waitin'»                                 | Ali Campbell                                | 2:59     |
| 3.  | «Iron Lion Zion»                          | Mykal Rose                                  | 3:14     |
| 4.  | «Runaway»                                 | The Original Wailers                        | 3:53     |
| 5.  | «Complicado y aturdido / Mulher De Fases» | Cidade Negra                                | 3:54     |
| 6.  | «Amandla»                                 | Toots Hibbert                               | 4:31     |
| 7.  | «Pupilas lejanas»                         | Guillermo Bonetto & José Manuel Casañ       | 4:01     |
| 8.  | «Natural Mystic»                          | The Original Wailers                        | 4:10     |
| 9.  | «Casi nunca lo ves»                       | Herbert Vianna                              | 4:24     |
| 10. | «Jamaica Reggae»                          | The Skatalites                              | 3:22     |
| 11. | «Sin cadenas»                             | Gondwana, No Te Va Gustar & Tito Fuentes    | 4:09     |
| 12. | «Groovy Vampire» [Sly & Robbie Remix]     | Pato Banton, Sly Dunbar, Robbie Shakespeare | 4:22     |